# Zacisze (sielsowiet Grodzie)
Zacisze – dawny folwark i zaścianek. Tereny, na których były położone, leżą obecnie na Białorusi, w obwodzie grodzieńskim, w rejonie oszmiańskim, w sielsowiecie Grodzie.

## Historia
W czasach zaborów w gminie Polany, w powiecie oszmiańskim, w guberni wileńskiej Imperium Rosyjskiego.
W latach 1921–1945 folwark i zaścianek leżały w Polsce, w województwie wileńskim, w powiecie oszmiańskim, w gminie Polany.
W 1931:
- zaścianek w 1 domu zamieszkiwały 3 osoby[2].
- folwark w 1 domu zamieszkiwało 5 osób[2].

Miejscowość podlegała pod Sąd Grodzki w Oszmianie i Okręgowy w Wilnie.